# Сасановка
Сасановка (укр. Сасанівка) — село в Полонском районе Хмельницкой области Украины.
Население по переписи 2001 года составляло 402 человека. Почтовый индекс — 30526. Телефонный код — 3843. Занимает площадь 1,219 км². Код КОАТУУ — 6823687001.

## Местный совет
30526, Хмельницкая обл., Полонский р-н, с. Сасановка, ул. Мира